# Partido Republicano Fluminense
O Partido Republicano Fluminense (PRF) foi um partido político brasileiro.
Criado em 13 de novembro de 1888, durante o Congresso Republicano Provincial, com o nome de Partido Republicano da Província do Rio de Janeiro, tinha por objetivo de representar os ideais republicanos e oligárquicos fluminenses. Até a abolição da escravatura, em 13 de maio daquele ano, a causa republicana atraía pouco interesse da população e da elite local, ainda bastante ligada à cultura cafeeira. Fortemente abalada com a liberação de sua mão de obra, os republicanos fluminenses ganharam novas adesões e força política, que redundaram na criação do partido e no apoio à proclamação da República em 1889.
Silva Jardim, um republicano histórico, foi escolhido presidente da comissão executiva, também integrada por Alberto Torres como secretário, Antônio Furquim Werneck de Almeida como tesoureiro, Francisco Portela e Virgílio Pessoa, delegados do norte fluminense, e Antônio Santos Werneck e Teófilo de Almeida, representantes do sul fluminense.
Apareceu pela primeira vez com a denominação Partido Republicano Fluminense (PRF), em 18 de abril de 1892. Seu principal representante foi o florianista Nilo Peçanha, presidente da República de 1909 a 1910. A ala prudentista, porém, liderada pelo governador e senador José Thomaz da Porciúncula e ligada ao diretório paulista, não apoiou este nome, pois hostilizava o florianismo, o autoritarismo armado. Desse período, até a década de 1930, diversas foram as dissidências e conflitos de suas facções políticas, as quais findavam por gerar caos na administração pública e, eventualmente, intervenções federais, como ocorrido em 1910 e 1923.
O PRF, ao longo de sua história, teve importante influência no cenário político do estado do Rio de Janeiro, o tendo administrado diretamente ou por meio de políticos dissidentes originários dele até a Revolução de 1930. Sua força variava conforme conseguia eleger o presidente da província e este conseguia manter boas relações com o governo federal. A vitória daquele movimento revolucionário, entretanto, contribuiu para a desestruturação do partido, marcando o início de nova série de dissidências e fracos resultados eleitorais, a começar pela deposição do presidente do estado Manuel Duarte, e sua substituição pelo tenente-coronel Demócrito Barbosa. 
Em 1932, tentando reorganizar-se, o PRF apoiou a campanha pela reconstitucionalização do país liderada pela Frente Única Paulista (FUP), o que lhe rendeu a debandada do grupo político de Alfredo Backer, o qual resolve fundar o Partido Liberal Social Fluminense. Convocadas as eleições para a Assembleia Nacional Constituinte em maio de 1933, o PRF apresentou chapa encabeçada por Manuel Duarte, mas elegeu um único representante.
Durante sua existência, o PRF obteve o cargo de presidente do estado do Rio de Janeiro com José Tomás da Porciúncula, Joaquim Maurício de Abreu, Alberto Torres, Nilo Peçanha, Oliveira Botelho, Alfredo Backer, Raul de Morais Veiga, Raul Fernandes e Manuel Duarte.
Como todos os partidos políticos da "República Velha", o PRF foi definitivamente extinto logo após a instalação do Estado Novo, pelo decreto-lei nº 37, de 2 de dezembro de 1937.